# Dissenso (periodico)
Dissenso è stato un giornale a diffusione quindicinale e poi mensile, organo ufficiale del Fronte della Gioventù, l'organizzazione giovanile del Movimento Sociale Italiano - Destra Nazionale, la principale forza politica italiana di destra della "prima repubblica".

## Storia
Nacque nel 1977 (primo numero 15 ottobre al costo di 200 lire), dopo l'elezione a segretario del Fronte della Gioventù di Gianfranco Fini come quindicinale di politica, cultura, informazione, distribuito nelle edicole di Roma, Napoli, Milano, Torino, Bari e in maniera militante in tutta Italia. Vi collaborarono nei primi tempi sia i giovani almirantiani che i rautiani come Umberto Croppi, Marco Valle, Enzo Palmesano, Stefania Paternò, mentre come direttore fu chiamato il principe Filippo Orsini. Dopo il primo Campo Hobbit e la rottura tra le due componenti vi scrissero soprattutto i dirigenti vicini a Fini, divenuto il direttore, come Adolfo Urso, Maurizio Gasparri, Almerigo Grilz, Nicola Pasetto, Marzio Tremaglia, Diana Lanciotti, Raffaele Zanon, Gennaro Sangiuliano.
Chiuse nel novembre 1984, mentre era direttore Gasparri.
In formato tabloid, uno dei primi dell'epoca, aveva da 24 a 36 pagine, e distribuito in circa 20 000 copie, tra abbonamenti e vendita militante. Si occupava principalmente di politica interna e giovanile, ma spazio era dedicato anche alla politica estera, alla cultura e anche alla musica alternativa e alle recensioni librarie.